# Mistrzostwa świata U-20 w rugby union mężczyzn
Mistrzostwa świata U-20 w rugby union mężczyzn (World Rugby U-20 Championship, dawniej IRB Junior World Championship) – oficjalny międzynarodowy turniej rugby union mający na celu wyłonienie najlepszej na świecie męskiej reprezentacji narodowej złożonej z zawodników do lat dwudziestu. Turniej jest organizowany corocznie przez World Rugby od 2008 roku. Zastąpił on poprzednie zawody rozgrywane dla drużyn do lat 19 i do lat 21.

## Informacje ogólne
World Rugby U-20 Championship jest najwyższym poziomem rozgrywkowym dla narodowych drużyn do lat 20. W tym roku, w którym zawody wystartowały, IRB powołała również do życia rozgrywki dla drużyn niżej sklasyfikowanych – Junior World Rugby Trophy. Między obydwoma turniejami istnieje system spadków i awansów – najniżej sklasyfikowana w JWC drużyna zostaje relegowana, a jej miejsce zajmuje mistrz JWRT. Pierwszy turniej miał miejsce w Walii w roku 2008. Początkowo brało w nim udział szesnaście drużyn, jednak od 2010 roku z uwagi na kłopoty finansowe w rozgrywkach występuje dwanaście drużyn.
Trofeum przyznawane zwycięzcom turnieju zostało zaprezentowane w marcu 2008 roku.
Pierwszym uczestnikiem mistrzostw, który wystąpił następnie w testmeczu seniorskiej reprezentacji, był Alatasi Tupou już we wrześniu 2008 roku, natomiast setnym Rod Davies w lipcu 2011 roku. Ich liczba na koniec roku 2014 osiągnęła 335, trzy lata później przekroczyła 550, a 655 przed edycją w roku 2019. Natomiast pierwszym "absolwentem" mistrzostw świata U-20, który osiągnął setkę występów w seniorskiej kadrze, został w sierpniu 2018 roku Sam Whitelock.

## Wyniki
| Rok  | Gospodarz     |                        | Mecz finałowy | Mecz finałowy          | Mecz finałowy          |       | Mecz o 3. miejsce      | Mecz o 3. miejsce | Mecz o 3. miejsce |
| Rok  | Gospodarz     | Zwycięzca              | Wynik         | 2. miejsce             | 3. miejsce             | Wynik | 4. miejsce             |                   |                   |
| 2008 | Walia         | Nowa Zelandia U-20     | 38:3          | Anglia U-20            | Południowa Afryka U-20 | 43:18 | Walia U-20             |                   |                   |
| 2009 | Japonia       | Nowa Zelandia U-20     | 44:28         | Anglia U-20            | Południowa Afryka U-20 | 32:5  | Australia U-20         |                   |                   |
| 2010 | Argentyna     | Nowa Zelandia U-20     | 62:17         | Australia U-20         | Południowa Afryka U-20 | 27:22 | Anglia U-20            |                   |                   |
| 2011 | Włochy        | Nowa Zelandia U-20     | 33:22         | Anglia U-20            | Australia U-20         | 30:17 | Francja U-20           |                   |                   |
| 2012 | RPA           | Południowa Afryka U-20 | 22:16         | Nowa Zelandia U-20     | Walia U-20             | 25:17 | Argentyna U-20         |                   |                   |
| 2013 | Francja       | Anglia U-20            | 23:15         | Walia U-20             | Południowa Afryka U-20 | 41:34 | Nowa Zelandia U-20     |                   |                   |
| 2014 | Nowa Zelandia | Anglia U-20            | 21:20         | Południowa Afryka U-20 | Nowa Zelandia U-20     | 45:23 | Irlandia U-20          |                   |                   |
| 2015 | Włochy        | Nowa Zelandia U-20     | 21:16         | Anglia U-20            | Południowa Afryka U-20 | 31:18 | Francja U-20           |                   |                   |
| 2016 | Anglia        | Anglia U-20            | 45:21         | Irlandia U-20          | Argentyna U-20         | 49:19 | Południowa Afryka U-20 |                   |                   |
| 2017 | Gruzja        | Nowa Zelandia U-20     | 64:17         | Anglia U-20            | Południowa Afryka U-20 | 37:15 | Francja U-20           |                   |                   |
| 2018 | Francja       | Francja U-20           | 33:25         | Anglia U-20            | Południowa Afryka U-20 | 40:30 | Nowa Zelandia U-20     |                   |                   |
| 2019 | Argentyna     | Francja U-20           | 24:23         | Australia U-20         | Południowa Afryka U-20 | 41:16 | Argentyna U-20         |                   |                   |
| 2023 | RPA           | Francja U-20           | 50:14         | Irlandia U-20          | Południowa Afryka U-20 | 22:15 | Anglia U-20            |                   |                   |
| 2024 | RPA           |                        | :             |                        |                        | :     |                        |                   |                   |

## Statystyki
Poniżej przedstawiono statystyki według stanu po edycji 2019.
| Zawodnik           | Punkty | Zespół                 |
| ------------------ | ------ | ---------------------- |
| Patricio Fernández | 155    | Argentyna U-20         |
| Handré Pollard     | 141    | Południowa Afryka U-20 |
| Tom Homer          | 118    | Anglia U-20            |
| Matthew Jarvis     | 116    | Walia U-20             |
| Louis Carbonel     | 112    | Francja U-20           |
| Francois Brummer   | 105    | Południowa Afryka U-20 |
| Curwin Bosch       | 104    | Południowa Afryka U-20 |
| Gela Aprasidze     | 98     | Gruzja U-20            |
| Cai Evans          | 92     | Walia U-20             |
| Gareth Anscombe    | 86     | Nowa Zelandia U-20     |
| Domingo Miotti     | 84     | Argentyna U-20         |
| Duncan Weir        | 84     | Szkocja U-20           |
| Tyler Bleyendaal   | 82     | Nowa Zelandia U-20     |
| Johan Goosen       | 79     | Południowa Afryka U-20 |
| Patrick Lambie     | 75     | Południowa Afryka U-20 |
| Matt Toʻomua       | 74     | Australia U-20         |
| Henry Slade        | 73     | Anglia U-20            |
| James McKinney     | 71     | Irlandia U-20          |
| Matthew Morgan     | 70     | Walia U-20             |
| Sias Ebersohn      | 70     | Południowa Afryka U-20 |

| Zawodnik           | Przyłożenia | Zespół                 |
| ------------------ | ----------- | ---------------------- |
| Tevita Li          | 13          | Nowa Zelandia U-20     |
| Andrew Kellaway    | 12          | Australia U-20         |
| Andrew Conway      | 10          | Irlandia U-20          |
| Jamie Farndale     | 10          | Szkocja U-20           |
| Zac Guildford      | 10          | Nowa Zelandia U-20     |
| Christian Wade     | 8           | Anglia U-20            |
| Gabriel Ibitoye    | 8           | Anglia U-20            |
| Giovanni D’Onofrio | 8           | Włochy U-20            |
| Julian Savea       | 8           | Nowa Zelandia U-20     |
| Ryuhei Arita       | 8           | Japonia U-20           |
| Wandisile Simelane | 8           | Południowa Afryka U-20 |
| Arno Botha         | 7           | Południowa Afryka U-20 |
| Caleb Clarke       | 7           | Nowa Zelandia U-20     |
| Ewan Ashman        | 7           | Szkocja U-20           |
| Francois Venter    | 7           | Południowa Afryka U-20 |
| Jesse Kriel        | 7           | Południowa Afryka U-20 |
| Jordan Joseph      | 7           | Francja U-20           |
| Juarno Augustus    | 7           | Południowa Afryka U-20 |
| Ratu Nasiganiyavi  | 7           | Australia U-20         |
| Robbie Nairn       | 7           | Szkocja U-20           |